# Râul Govăjdia
Râul Govăjdia sau Râul Runcu este un curs de apă, afluent de stânga al râului Cerna, care este la rândul său afluent al râului Mureș. 

## Generalități
Râul Govăjdia se varsă în Lacul Cinciș în dreptul localității Teliucu Superior.

## Hărți
- Harta județului Hunedoara - Județul Hunedoara